# Madhusudan Das

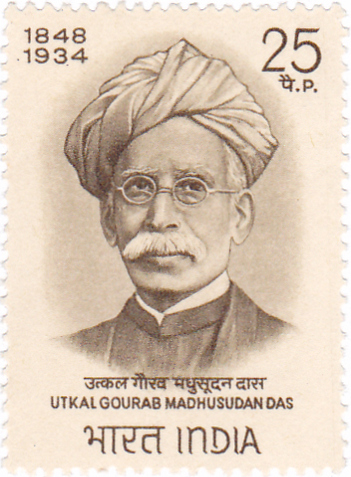
Sello postal

Madhusudan Das (Satyabhama Pur, 28 de abril de 1848 - Cuttack, 4 de febrero de 1934) fue un poeta, activista político, legislador y periodista indio.
Nació en una aldea llamada Satyabhama Pur, a 3 km al norte de la actual autopista estatal 9A, y a 20 km al noreste de Cuttack (ciudad que se encuentra a 27 km al norte de Bhuvaneshwar, capital del Estado de Orisa). Se le conocía como Utkal Gourav (orgullo de Utkal) y como Madhu Babu (padre Madhu). Fue el primer abogado nacido en el estado de Orisa.

## Familia

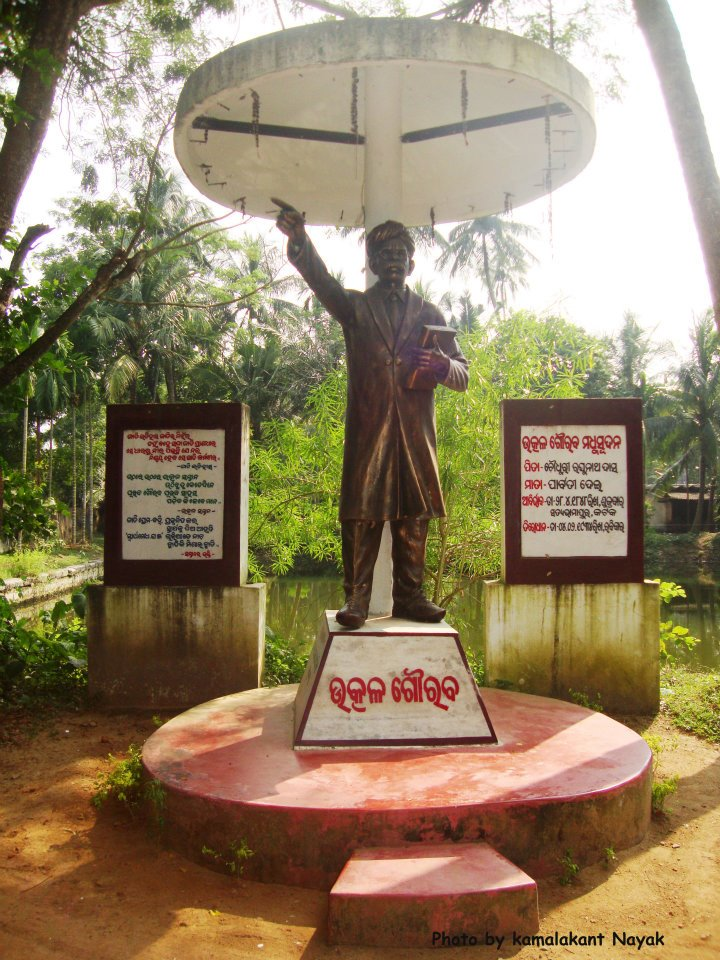
Estatua de Madhusudan Das

Su padre Jamindar Choudhury Raghunath Das y su madre Parbati Debi.
Inicialmente lo llamaron Gobindaballabh Das. Más tarde le cambiaron el nombre por el de Madhusudan Das (un nombre del dios Visnú). Tenía dos hermanas mayores y un hermano menor llamado Gopalballabh.

## Educación
Madhusudan Das obtuvo su educación primaria con un maulvi de su pueblo, que le enseñó muchas materias, incluyendo el idioma persa.
Después se trasladó a la escuela secundaria Cuttack High School (más tarde conocida como Ravenshaw Collegiate School), que le ofreció una educación secundaria y bachillerato en idioma inglés. Se graduó en 1864. Se mudó a Balasore, donde trabajó como profesor en una escuela.
En 1866 se mudó a Calcuta para estudiar en la renombrada Universidad de Calcuta. Cuatro años después, en 1870, se convirtió en el primer oriya que se convirtió en abogado.
En 1873, obtuvo una maestría en el Presidency College (universidad de la presidencia, en Calcuta) y más tarde completó un grado B. L.

## Vida profesional
A pesar de las difíciles condiciones en que vivía, se casó con Soudamini Devi ―hija del Dr. Chatterjee Jadunath (de Calcuta)―. Fue inscrito como abogado en Calcuta y comenzó la práctica en la Corte de Alipur.
En esa época fue profesor de Asutosh Mukheryí (1864-1924), quien se convertiría en el rector de la Universidad de Calcuta.
Mientras vivía en Calcuta, Madhusudan y su esposa adoptaron una hija, Shailabala, que era bengalí, y cuyos padres la habían dejado al cuidado del profesor.
Más tarde, Madhusudan fundaría en Cuttack la Shailabala Womens College (Universidad Sailabala para Mujeres).
A los 31 años de edad ―aproximadamente en 1879― quedó viudo.
Ascendió a la Alta Corte como «abogado junior».
Volvió a Orissa en el 12 de septiembre de 1881, y ejerció a su profesión de abogado en el tribunal de distrito. Rápidamente hizo una fortuna.

## Carrera política
Madhu Babu ―como lo conocía la gente común―, poseía una estupenda personalidad para la política. Trabajó incansablemente para mejorar la situación política, social y económica del pueblo de Orisa y sirvió a su madre patria como abogado, reformador social y patriota. Fundó el movimiento Utkal Sammilani, que fue pionero en el campo del desarrollo social e industrial de Orisa.
Poco tiempo después, Madhu Babu se había aclimatado a diversos problemas de los oriyas, y dedicó su profesión de abogado a elevar las condiciones socioeconómicas de sus compatriotas.
Su defensa contra las injusticias de los británicos le obtuvo el reconocimiento de todos, que lo empezaron a nombrar Barrister Madhu (el abogado Madhu).
La habilidad de Madhu Babu como abogado se manifestó en el "caso Mahanta Puri", en el que se puso del lado de un ciudadano contra el poderoso terrateniente que había contratado a todos los abogados del estado, con excepción de Madhusudana. Madhu Babu consiguió un decreto para evitar el desalojo de su cliente pobre, a quien no se olvidó de pagar de su propio bolsillo el dinero para volver a su casa.
El segundo caso más importante fue el del templo de Yaganat.
Los invasores del Raj británico ―bajo el gobernador sir Richard― conspiraron para exiliar a la reina Thakur Rash Divia-Singha-Dev hasta Andamán y hacerse cargo así de la administración del templo.
La reina fue privada de todos sus derechos y privilegios.
La brillante defensa de Madhu Babu restauró a la princesa Yubraj (de nueve años de edad) en el trono.
Así se mantuvo la relación ritual entre la reina de Orisa y el dios Yaganat (Krisná).
Para la elevación de sus compatriotas en todas las esferas, organizó a los estudiantes en el colegio Ravenshaw, y organizó la asociación Sabha Utkal, de la que fue elegido presidente vitalicio.
En 1881 se abrió la carrera de Derecho en la Ravenshaw Collegiate School (en Cuttack) ―bajo la Universidad de Calcuta―, en el edificio que había sido la Cuttack High School, la escuela secundaria donde había cursado Madhusudana. Debido a las falencias de los profesores, no lograban pasar las pruebas de la universidad de Calcuta.
Solo cuando Madhusudan ofreció su servicio gratuito como catedrático mejoró sensiblemente la educación impartida por el colegio. Sin embargo, la ausencia de estudiantes que pasaran los exámenes de ingreso, hizo que la carrera se cerrara doce años, entre 1908 y 1920. El crédito por la reapertura de la carrera de Derecho en Cuttack se le da a Asutosh Mukeryí (1864-1924), el entonces vicerrector de la Universidad de Calcuta, quien había sido estudiante de Madhusudan Das.
En 1886 ―con 38 años de edad― se unió al movimiento de independencia de la India y al Congreso Nacional Indio. Participó en Calcuta y Madrás de las sesiones del Congreso Nacional como miembro electo activo.
Él siempre ha sido admirado como un gran legislador y periodista. Fue el primer oriya que fue miembro tanto del Consejo Legislativo como de la Asamblea Legislativa Central de la India.
Fue el primer indio en ser elegido miembro del Consejo Legislativo de Bengala, y en el Concejo del virrey imperial.
Fue el primer indio que trabajó como ministro para el gobierno invasor británico.
Él era el primer oriya que fue ministro de las provincias británicas de Bijar y Orisa.
En 1897 viajó a Londres ―fue el primer oriya que viajó al extranjero― y presentó los reclamos de los oriyas ante sir W. Waidegbourn, el administrador encargado de la oficina de la India en Londres para establecer el Estado independiente de Orissa.
Fue el primero en establecer industrias en Orisa.
Organizó a los artistas oriyas y en 1897 fundó la cooperativa Orissa Art Ware Works (obras de arte de Orisa). Con su apoyo, los adornos en plata tarakashi (‘filigrana’) lograron un desarrollo y difusión encomiables. Introdujo la habilidad artística de los priyas en el mercado mundial.
En 1905 fundó la curtiembre Utkal (una fábrica de zapatos y otros productos de cuero).
Una de las principales contribuciones de Madhu Babu a su Orissa natal fue la concreción del estado separado para los oriyas, el 31 de diciembre de 1903. Su discurso patriótico galvanizó al pueblo.
Durante la trágica inundación de 1908 en Orissa, Das publicó un artículo en el diario The Statesman (de Calcuta), y recibió ayuda inmediata de todo el país.
En 1925, Mahatma Gandhi aceptó la invitación de Madhu Babu y visitó Orissa.

## Contribución a la literatura
Como escritor y poeta, sus obras reflejaron su patriotismo indio y antibritánico. Escribió una serie de artículos y poemas en inglés y en oriya.
Algunos de sus poemas más importantes son Utkal Santan, Itihash Jati y Jananira ukti.
También fue un orador influyente en oriya, bengalí e inglés.

## Los últimos años
Gastó toda su riqueza por el bien de sus paisanos. En sus últimos años tuvo que declararse insolvente.
Murió el 4 de febrero de 1934. En su panegírico, Mahatma Gandhi lo describió como un gran patriota indio que sacrificó su vida por el bienestar de su país y su gente para construir la nación.
En 1936 Orisa se convirtió en una provincia separada e independiente. El 27 de noviembre de 1943 el gobierno de Orisa inauguró la Utkal University, cuya escuela de leyes fue nombrada Madhusudan Law College (Colegio de Leyes Madhusudana) para perpetuar la memoria del fallecido Utkal Gourab Madhusudan Das.
En 1952, su hija adoptiva Shailabala Das donó su casa paterna en Cuttack al gobierno para instalar allí el Shailabala Womens College (Universidad Sailabala para Mujeres). Los bienes personales de Madhusudana fueron conservados en dos habitaciones superiores.
Las autoridades estatales quisieron mover sus pertenencias a Bhuvaneswar, pero no pudieron hacerlo porque Madhusudan Das había expresado claramente que quería que sus cosas quedaran en su casa en Cuttack.